# تیم ملی فوتبال زنان یمن
تیم ملی فوتبال زنان یمن (انگلیسی: Yemen women's national football team) نماینده فوتبال زنان این کشور در رده ملی است و تحت نظارت فدراسیون فوتبال یمن قرار دارد.